# 仙台地方裁判所
仙台地方裁判所（せんだいちほうさいばんしょ）は、宮城県仙台市にある日本の地方裁判所の一つで、宮城県を管轄している。略称は、仙台地裁（せんだいちさい）。大河原・古川・石巻・登米・気仙沼に支部を置いている。
仙台地方裁判所には仙台市青葉区に置かれている本庁のほか、大河原（柴田郡大河原町）、古川（大崎市）、石巻市、登米市、気仙沼市の4市1町に地方裁判所と家庭裁判所の支部を設置しているほか、前述の6箇所にくわえ築館（栗原市）の1箇所を加えた7箇所に簡易裁判所を設置している。また仙台、古川の2つの検察審査会も設置されている。

## 所在地
- 本庁：宮城県仙台市青葉区片平1-6-1  北緯38度15分23.7秒 東経140度52分7.1秒 / 北緯38.256583度 東経140.868639度 （仙台高等・地方・簡易裁判所合同庁舎）
｢高等裁判所前｣バス停から徒歩約2分
東北新幹線, 秋田新幹線, JR東北線, 常磐線, 仙台空港アクセス線, 阿武隈急行線, 仙山線, 仙石線, 仙台市地下鉄南北線 仙台駅西口から南町通りを直進して徒歩約20分
JR仙石線 あおば通駅から徒歩約15分

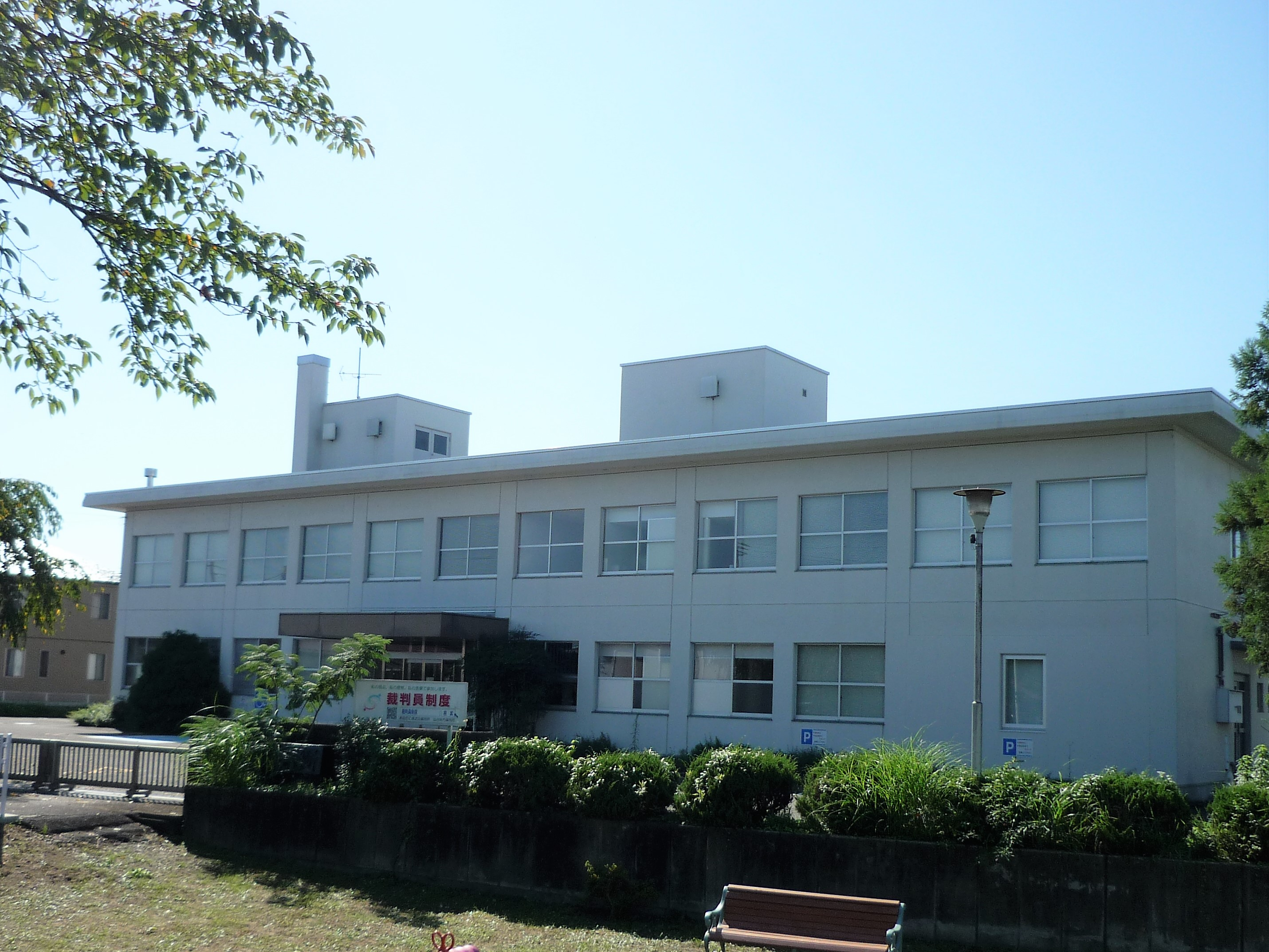
大河原支部：宮城県柴田郡大河原町字中川原9  北緯38度2分45.3秒 東経140度44分0.9秒 / 北緯38.045917度 東経140.733583度
JR東北線 大河原駅下車 徒歩10分
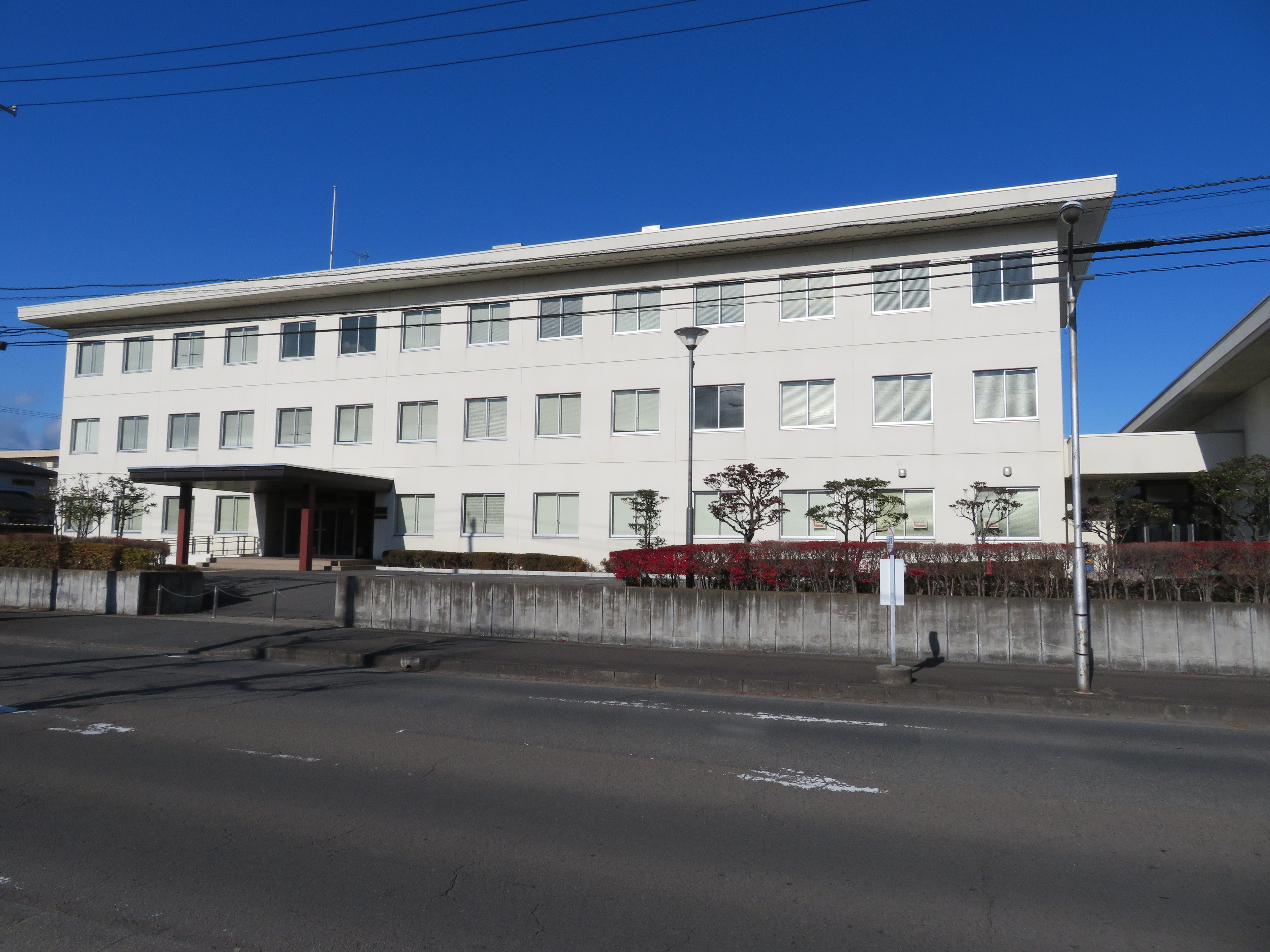
古川支部：宮城県大崎市古川駅南2-9-46  北緯38度34分1秒 東経140度58分12.4秒 / 北緯38.56694度 東経140.970111度
JR東北新幹線, 陸羽東線 古川駅南側出口から約800m 徒歩約10分
東北自動車道古川インターチェンジから国道108号を美里町，石巻市方面へ自動車で約20分
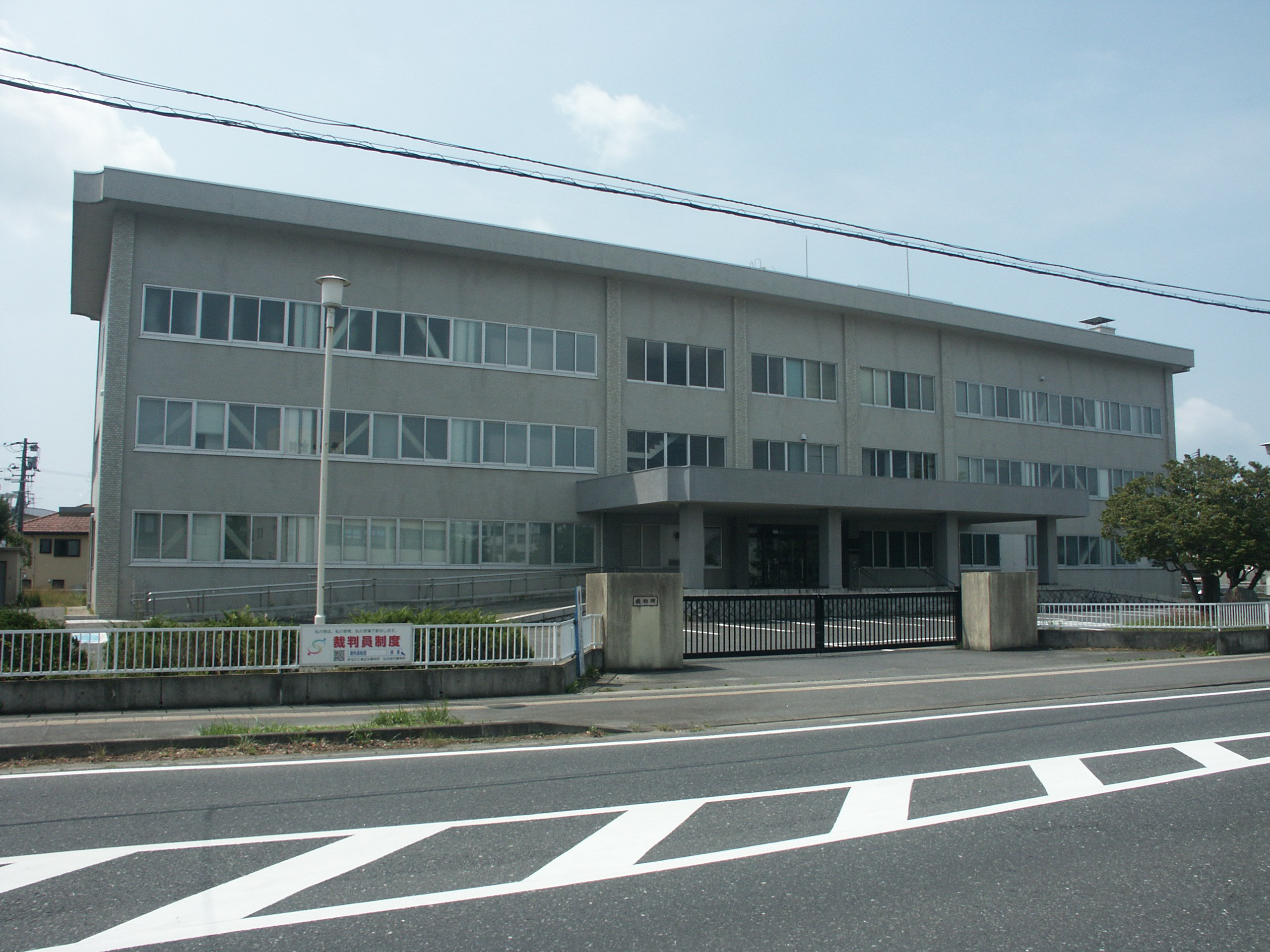
石巻支部：宮城県石巻市泉町4-4-28  北緯38度25分36.6秒 東経141度17分56秒 / 北緯38.426833度 東経141.29889度
JR石巻線, 仙石線 石巻駅から徒歩15分
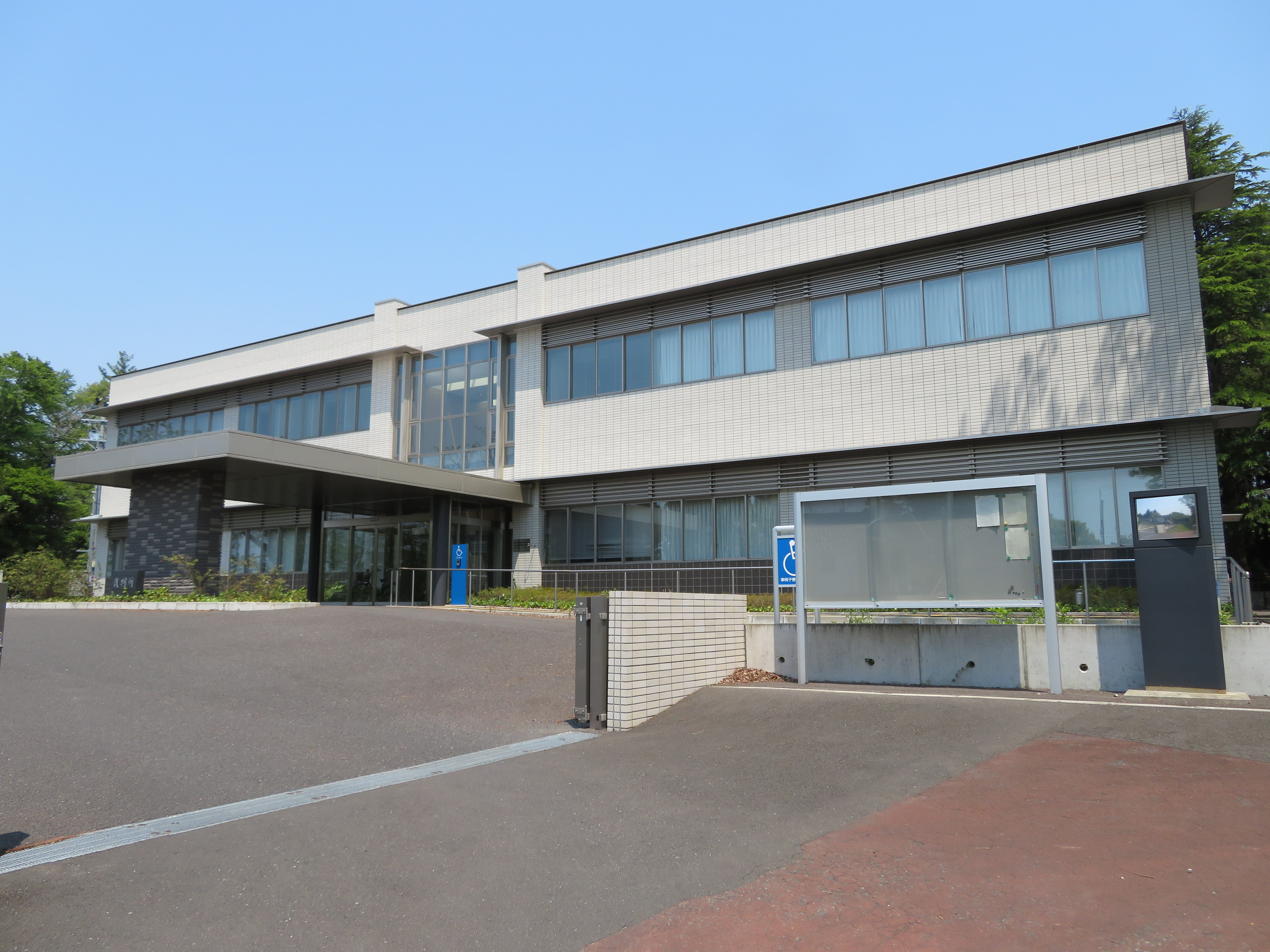
登米支部：宮城県登米市登米町寺池桜小路105-3  北緯38度39分23秒 東経141度16分54.8秒 / 北緯38.65639度 東経141.281889度
JR仙台駅前西口バスプール31－2番乗り場（さくら野仙台店前）から東日本急行バス｢とよま総合支所｣行きに乗車約1時間30分，｢とよま明治村｣停留所にて下車，徒歩約5分
JR気仙沼線 柳津駅から宮交登米バス｢ミヤコーバス佐沼営業所｣行きに乗車約11分，｢三日町｣バス停留所にて下車，徒歩約5分
東北新幹線 くりこま高原駅からタクシーで約40分
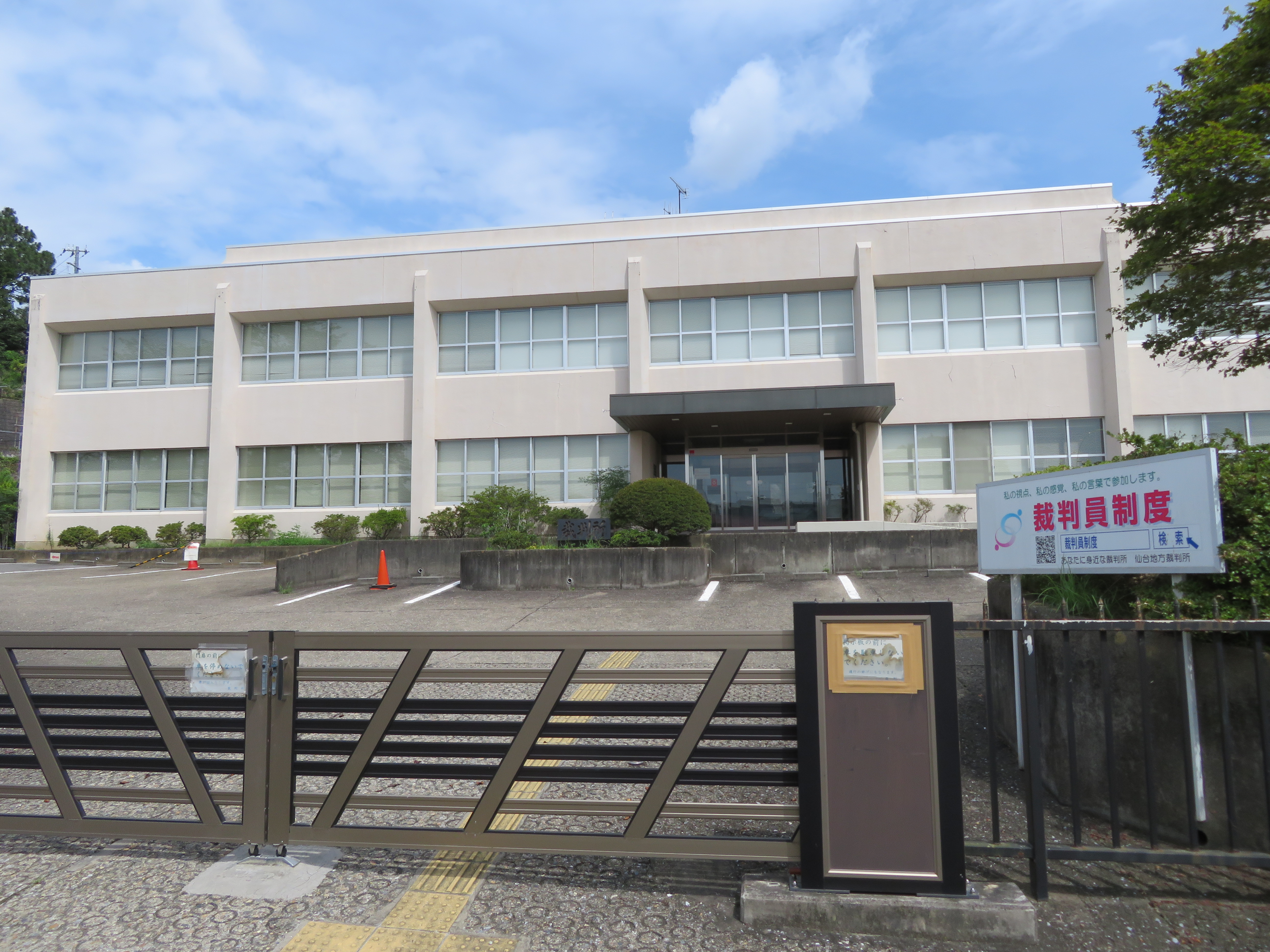
気仙沼支部：宮城県気仙沼市河原田1-2-30  北緯38度54分4.3秒 東経141度34分34.1秒 / 北緯38.901194度 東経141.576139度
JR大船渡線, 気仙沼線 気仙沼駅下車，タクシーで約10分
県庁市役所前バス停又は宮交仙台高速バスセンター前40番乗り場から宮城交通バス｢気仙沼｣行き（東北道経由）に乗車約2時間40分，｢気仙沼駅｣停留所にて下車，タクシーで約10分
県庁市役所前バス停又は宮交仙台高速バスセンター前40番乗り場から宮城交通バス｢気仙沼｣行き（三陸道経由）に乗車約2時間50分，｢警察署入口｣停留所にて下車，徒歩約20分

- 大河原支部
- 古川支部
- 石巻支部
- 登米支部
- 気仙沼支部

## 管轄
本庁（仙台簡易裁判所併設）
- 仙台市、塩竈市、名取市、多賀城市、岩沼市、富谷市、亘理郡亘理町、山元町、黒川郡大和町、大郷町、大衡村、宮城郡松島町、七ヶ浜町、利府町

大河原支部（大河原簡易裁判所）
- 白石市、角田市、柴田郡大河原町、村田町、柴田町、川崎町、伊具郡丸森町、刈田郡蔵王町、七ヶ宿町

古川支部（古川簡易裁判所併設）※栗原市のみ築館簡易裁判所管轄、所在地は栗原市築館薬師3-4-14。
- 大崎市、遠田郡涌谷町、美里町、加美郡色麻町、加美町、栗原市

登米支部（登米簡易裁判所併設）
- 登米市

石巻支部（石巻簡易裁判所併設）
- 石巻市、東松島市、牡鹿郡女川町

気仙沼支部（気仙沼簡易裁判所併設）
- 気仙沼市、本吉郡南三陸町

※ただし、行政事件、各支部の執行事件（不動産競売、債権、財産開示）及び合議事件、大河原支部管内の少年事件は本庁で、登米支部管内の少年事件は古川支部で、気仙沼支部管内の少年事件は石巻支部でそれぞれ取り扱う。

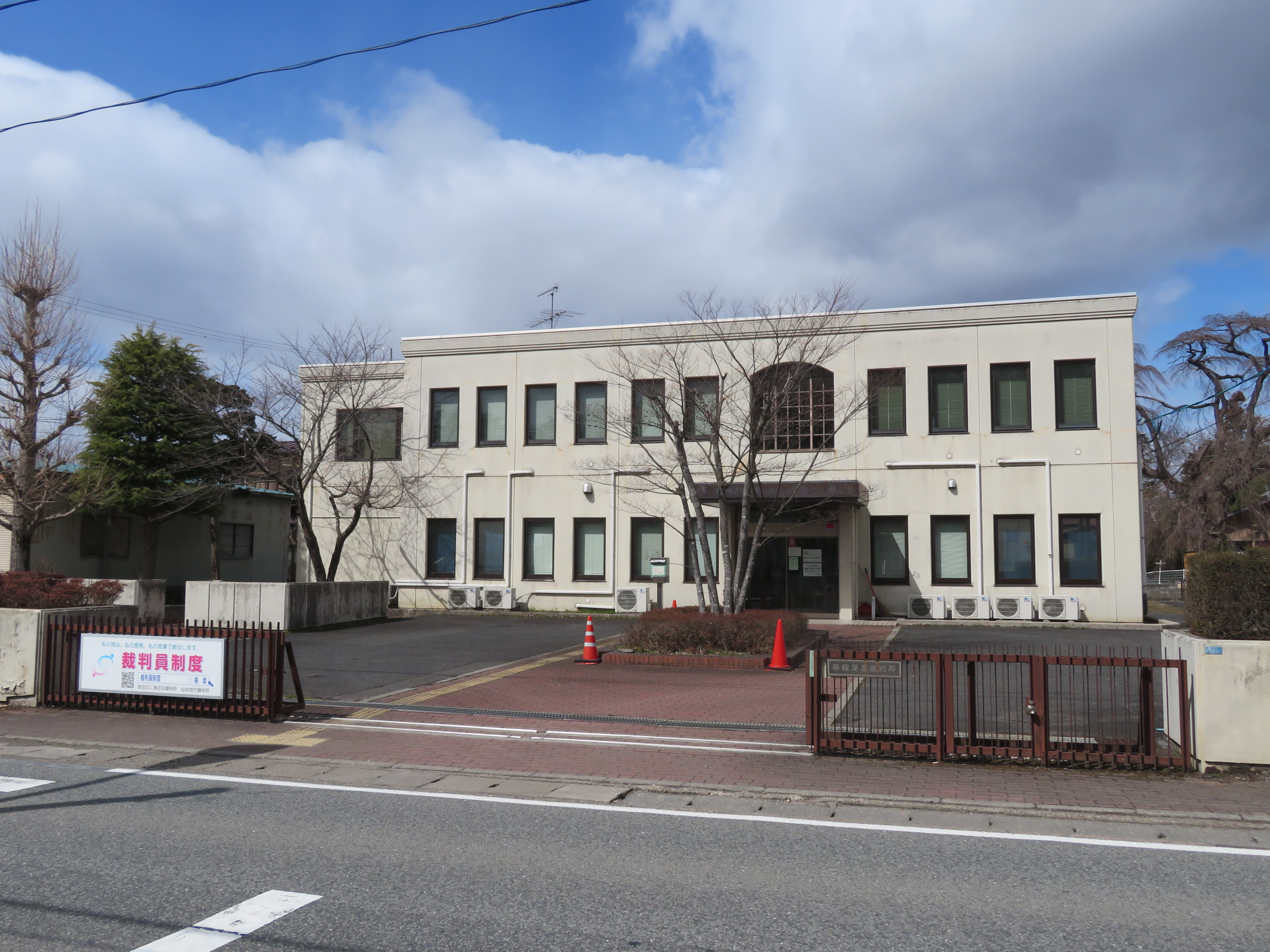
築館簡易裁判所

## 歴代所長
- 本郷元（1999年 - 2000年 退官）
- 石井彦壽（2001年3月 - 2003年2月 仙台高等裁判所部総括判事）
- 千葉勝郎（2003年2月 - 2006年2月 依願退官）
- 阿部則之（2006年2月 - 2009年6月 定年退官）
- 三輪和雄（2009年6月 - 2011年1月　東京高等裁判所部総括判事）
- 河村吉晃（2011年1月 - 2011年12月 依願退官）
- 田村幸一（2011年12月 - 2013年7月 東京高等裁判所部総括判事）
- 小林昭彦（2013年7月 - 2014年7月 東京高等裁判所部総括判事）
- 秋吉淳一郎（2014年7月 - 2016年3月 東京高等裁判所部総括判事）
- 村田渉（2016年4月 - 2017年3月 東京高等裁判所部総括判事）
- 大善文男（2017年3月 - 2019年2月 さいたま地裁所長）
- 大竹昭彦（2019年2月 - 2021年1月 東京高等裁判所部総括判事)
- 舘内比佐志（2021年1月 - 2022年7月 東京高等裁判所判事[1]）
- 佐々木宗啓（2022年7月 - [2]）

## 事件
- 2017年6月16日、仙台地方裁判所で被告人の男が、判決理由の朗読中に法廷で刃物を振り回し、警察官2名に重傷を負わせる事件が発生した。男は宮城県迷惑防止条例違反の罪で懲役1年の実刑判決を言い渡されており、判決に不満があったと見られている[3]。当時、裁判所の出入り口に金属探知ゲートを設置し、来所時の所持品検査を実施している地裁は、札幌地裁、東京地裁、福岡地裁のみであり、仙台地裁では実施していなかった[4]。